# Азраїл

«Янгол смерті», Евелін Пікерінг, 1890 р.

Азраї́л, Азрае́ль, Азріе́ль, Азар-Е́ль (араб. عزرائيل) — янгол смерті в ісламі та в деяких юдейських традиціях, один з чотирьох головних янголів (разом із Джабраїлом, Мікаїлом і Ісрафілом). Саме він приймає останній подих мусульманина, який умирає, і випускає душу з його тіла. У Корані і хадисах названий Маляк аль-Маут («янгол смерті»).

## У мусульманській традиції
За легендою Азраїл був звичайним янголом, але проявив сміливість, спустившись на землю, де перебували Ібліс і його військо. Азраїл добув на землі глину для створення Адама, за що був призначений Аллахом головуючим над смертю. Його описують як величезного, багатоногого і багатокрилого, з чотирма обличчями; тіло складається з очей і язиків, відповідних до числа живих людей. Азраїл має 4 000 крил і космічні розміри: однією ногою на четвертому (або сьомому) небі, а іншою на гострому, як бритва, мосту, що розділяє джаннат і джаганнам.
Вважається, що Азраїл знає про кожну людину, буде вона в джаннаті чи джаганнамі після смерті, але не знає заздалегідь, коли смерть відбудеться. Коли цей термін настає, з дерева, що росте біля трону Аллаха, злітає листок з ім'ям приреченої особи, після чого янгол смерті протягом 40-ка днів повинен розлучити душу і тіло людини. У праведних він виймає душу обережно, у невірних — різко вириває з тіла. Людина може різними способами чинити опір Азраїлу: він не може вбити людину під час молитви чи подачі милостині. Але врешті-решт янгол смерті завжди перемагає.